# Бољановићи (Калиновик)
Бољановићи су насељено мјесто у општини Калиновик, Република Српска, БиХ. Према попису становништва из 1991. у насељу је живјело 15 становника. По подацима пописа из 2013. године у насељу је живјело 8 становника.

## Географија
Село Бољановићи налази се у подножју планине Трескавице, у сјеверном дијелу Општине Калиновик. Кроз село протиче ријека Бистрица.

## Историја
Поред магистралног пута Сарајево-Фоча, подигнут је споменик страдалима са овог подручја у Одбрамбено-отаџбинском рату.

## Становништво
Према попису становништва из 1991. године, мјесто је имало 15 становника.
| Националност | 1991. |
| Срби         | 15    |
| Укупно       |       |

| Демографија | Демографија | Демографија |
| Година      | Становника  | Становника  |
| ----------- | ----------- | ----------- |
| 1961.       | 113         |             |
| 1971.       | 90          |             |
| 1981.       | 34          |             |
| 1991.       | 15          |             |
| 2013.       | 8           |             |